# Carex hookeri
Carex hookeri är en halvgräsart som beskrevs av Carl Sigismund Kunth. Carex hookeri ingår i släktet starrar, och familjen halvgräs. Inga underarter finns listade i Catalogue of Life.